# Olga Anissimowna Worobjowa
Olga Anissimowna Worobjowa (russisch Ольга Анисимовна Воробьёва; * 19. Dezember 1902jul. / 1. Januar 1903greg.; † 14. Februar 1974 in Moskau) war eine sowjetische Petrographin.

## Leben
Nach dem Studium am Leningrader Polytechnischen Institut (Abschluss 1930) wurde Worobjowa wissenschaftliche Mitarbeiterin des Petrographischen Instituts in Moskau und arbeitete dort ihr Leben lang. Sie nahm an Alexander Fersmans Expeditionen in den Chibinen-, Lowosero- und Montschegorsk-Woltschi-Tundren auf der Halbinsel Kola teil. Sie war die wissenschaftliche Sekretärin der von Fersman 1930 gegründeten wissenschaftlichen Chibinen-Bergstation, des ersten Wissenschaftszentrums jenseits des Polarkreises. Für ihre Arbeit über Petrographie und Mineralogie der Halbinsel Kola wurde sie 1937 ohne Verteidigung einer Dissertation zur Kandidatin der geologisch-mineralogischen Wissenschaften promoviert. Sie verteidigte 1943 ihre Doktor-Dissertation über das Alkaligestein des Polargebiets mit Erfolg für die Promotion zur Doktorin der geologisch-mineralogischen Wissenschaften.
In den 1960er Jahren untersuchte Worobjowa die Verbreitung der Titanmagnetit-Erze des Katschkanar-Typs im nördlichen und mittleren Ural. Mit zwei weiteren Autorinnen verfasste sie die Monografie über den Gabbro-Pyroxenit-Dunit-Gürtel des nördlichen Urals.
Von 1958 bis 1962 war Worobjowa Abgeordnete des Kirow-Rajon-Sowets der Stadt Moskau.
Worobjowa starb unerwartet am 14. Februar 1974 in Moskau und wurde auf dem Wwedenskoje-Friedhof begraben.
Nach Worobjowa wurde das Mineral Olgit benannt.

## Ehrungen, Preise
- S.-M.-Kirow-Preis der Akademie der Wissenschaften der UdSSR(1947)[2]
- Verdiente Wissenschaftlerin der RSFSR (1972)